# Кінна статуя

Кінна статуя Петра Сагайдачного (Київ)

Кінна статуя — скульптура (статуя або пам'ятник), що зображує коня, людину на коні або вшановувану особу як вершника. Кінні статуї (кінні монументи) вважаються вершиною скульптурного мистецтва. Подібні статуї є досить дорого вартісними об'єктами монументальної пластики, і, як правило, присвячуються правителям або полководцям (воєначальникам).
Традицію започатковано в античні часи, відроджено в епоху Ренесансу та продовжено в бароко та сучасності. Однією з перших кінних статуй є скульптура вершника з Акрополя в Афінах кінця VI століття. У наступні століття римляни продовжили традиції встановлення кінних пам'ятників полководцям і августам, які встановлювали в містах Римської імперії. Єдиний пам'ятник, що зберігся до наших днів — пам'ятник Марка Аврелія з Капітолійського пагорба в Римі, який в середньовіччі вважали подобою Костянтина Великого (зараз на площі встановлено копію, оригінал статуї знаходиться в музеї Палаццо дей-Консерваторі).
Відродження кінних пам'ятників відбулося в епоху Ренесансу: у 1447—1450 роках Донателло створив пам'ятник Гаттамелаті, встановлений в Падуї. Дещо пізнішою версією є пам'ятник Бартоломео Коллеоні у Венеції роботи Верроккйо 1481 року (завершений у 1496 році Алессандро Леопарді).